# ميرفين إس. بنيون
ميرفين إس. بنيون (بالإنجليزية: Mervyn S. Bennion)‏ هو ضابط أمريكي، ولد في 5 مايو 1887 في يوتا في الولايات المتحدة، وتوفي في 7 ديسمبر 1941 في بيرل هاربر في الولايات المتحدة.